# Archaeolemurinae
Los arqueolemurinos (Archaeolemurinae), conocidos también como los lémures babuinos, son una subfamilia extinta de primates estrepsirrinos de la familia Indriidae. Se conocen dos géneros y tres especies, cuyos restos fueron encontrados en el norte, este y sur de Madagascar. 
Algunas especies eran de hábitos arbóreos, mientras que otras cuadrúpedos terrestres, que se alimentaban de hojas, semillas duras y frutas. Su masa corporal se ha calculado entre los 17 y 28 kilogramos.

## Clasificación
- Familia Indriidae
  - Subfamilia Archaeolemurinae †
    - Género Archaeolemur
      - Archaeolemur edwardsi
      - Archaeolemur majori

    - Género Hadropithecus
      - Hadropithecus stenognathus